# Marisa Solinas
Marisa Solinas   (Gènova, 30 de maig de 1941 - Roma, 13 de febrer de 2019) va ser una actriu i cantant italiana.
Nascuda a Gènova, va debutar en el cinema el 1961, però va guanyar notorietat arran del seu paper protagonista en una de les quatre històries de Boccaccio '70, dirigida per Mario Monicelli. També va aparèixer a La commare secca, l'òpera prima de Bernardo Bertolucci. Posteriorment va participar en una gran quantitat de produccions, particularment spaghetti westerns.
Com a cantant va publicar dos àlbums i diversos senzills.